# Inter gravissimas

Wappen von Papst Gregor XIII.

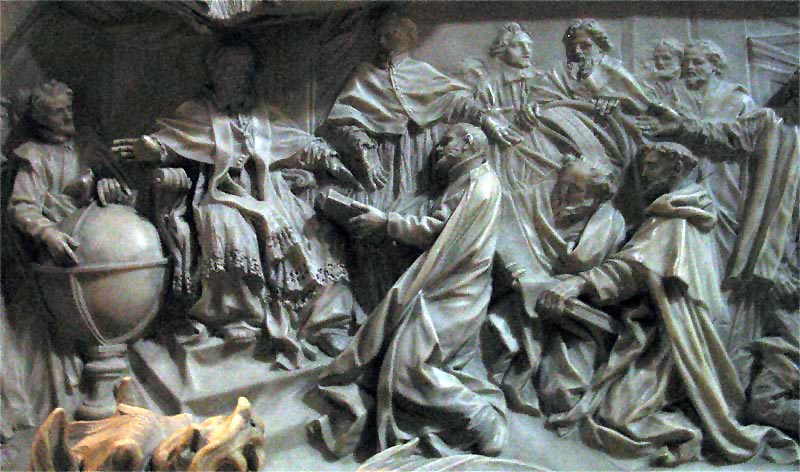
Die Einführung des gregorianischen Kalenders (Tafel am Grab Papst Gregors XIII. im Petersdom in Rom)

Mit der Bulle Inter gravissimas vom 24. Februar 1582 dekretierte Papst Gregor XIII. den nach ihm benannten gregorianischen Kalender. Wie alle päpstlichen Bullen wird auch diese nach ihren lateinischen Anfangsworten (Incipit) zitiert, die hier übersetzt lauten: „Zu den wichtigsten (Aufgaben unseres Hirtenamtes …)“. Sie verweisen darauf, dass das Konzil von Trient unter anderem die Reform des Breviers dem Papst überlassen habe. Dazu gehörte neben bereits erledigten Aufgaben die alljährliche Festlegung des Osterfesttermins und der mit Ostern verknüpften Feiertage (Aschermittwoch bis Pfingstoktav), wobei das Osterdatum auf astronomischer Grundlage zu berechnen sei.

## Das Problem
Zur Berechnung des Osterfests müssen drei Dinge feststehen: das genaue Datum des Frühlingsanfangs, die Bestimmung des Frühlingsvollmonds und schließlich die Bestimmung des darauf folgenden Sonntags, an dem dann Ostern zu feiern ist. Den liturgischen Frühlingsbeginn hatte das Konzil von Nicäa – damals korrekt – auf den 21. März festgelegt. Durch die Ungenauigkeit des julianischen Kalenders trat das astronomische Frühjahrsäquinoktium allerdings inzwischen um zehn Tage früher ein.

## Vorbereitung
Die Kalenderreform war schon von verschiedenen Päpsten in Angriff genommen worden, bislang diskutierte Ansätze hatten aber entweder keine dauerhaften Lösungen bieten können oder waren nicht mit dem alten kirchlichen Gebrauch vereinbar gewesen. Das nunmehr von Aloisius Lilius entwickelte und durch seinen Bruder Antonius dem Papst zur Kenntnis gebrachte Verfahren arbeite mit einem neuartigen Zyklus von Epakten, der das wahre Sonnenjahr berücksichtige und für alle Zeiten gelten könne. Der Papst habe dieses Modell an die wichtigsten Fürsten der Christenheit und an die großen Universitäten verschickt, welche zustimmend geantwortet hätten. Mit der endgültigen Ausarbeitung habe Gregor Experten aus verschiedenen Ländern beauftragt, die das Lilius'sche Modell zugrunde gelegt und noch geringfügig ergänzt hätten.

## Anordnung
Die Bulle dekretierte, dass zehn Tage (5. bis einschließlich 14. Oktober 1582) zu entfallen haben und dass der Tag, der auf den 4. Oktober folge, als der 15. Oktober 1582 gezählt werden solle. An diesem und den folgenden Tagen seien auch etliche Heiligenfeste nachzufeiern, nach dem 17. Oktober jedoch alles wieder wie bisher. Auf diese Weise werde im Jahre 1583 das Frühjahrsäquinoktium wieder auf den 21. März fallen.
Um den Kalender stabil zu halten, legte die Bulle fest, dass wie bisher alle vier Jahre ein Schaltjahr gehalten werden solle, auch im Jahr 1600, dann aber von jeweils vier folgenden Säkularjahren immer nur das letzte (1700, 1800 und 1900 nicht, dafür 2000 wieder, und so weiter).
Die eigentliche Ermittlung des Osterdatums solle sich ab 1583 nicht mehr nach der Goldenen Zahl, sondern nach dem neu eingeführten, auf der Goldenen Zahl basierenden Zyklus der Epakten richten. Da die Folge der Wochentage beibehalten wurde, fiel der auf Donnerstag, den 4. Oktober, folgende 15. Oktober auf einen Freitag, nicht auf einen Montag. Damit ging einher, dass der Sonntagsbuchstabe von G auf C wechselte.

## Druck

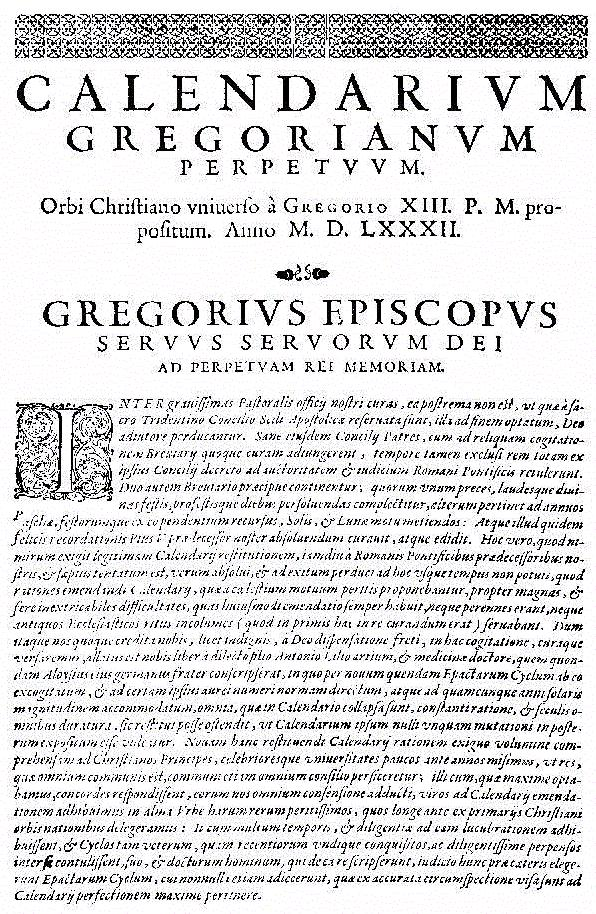
Erste Seite des gedruckten Textes der Bulle Inter gravissimas

Der neue Kalender sollte zusammen mit dem angepassten Martyrologium in Rom gedruckt und veröffentlicht werden und ab dem 15. Oktober 1582 in Kraft treten. Zur Sicherung der Korrektheit des Anordnungstexts erhielt zunächst Antonius Lilius (im Text nicht genannt) ein mit den üblichen Sanktionen belegtes Druckprivileg. Auswärtige Drucker sollten um päpstliche Lizenz nachkommen. Da Lilius die Nachfrage allerdings nicht befriedigen konnte, wurde ihm das alleinige Verwertungsrecht im Kirchenstaat wieder entzogen.

## Verbreitung
Die Bulle verpflichtete unter Androhung der gewöhnlichen Strafen alle geistlichen Amtsträger und alle Christen dazu, den neuen Kalender ab den zehn auszulassenden Tagen zu verwenden. Kaiser Rudolf II., die übrigen Könige, Fürsten und Städte wurden gebeten und beauftragt, zur Aufrechterhaltung der christlichen Einheit den Kalender bei ihren Untertanen einzuführen.

## Detailbestimmungen
Fristen für monatliche oder jährliche Zahlungen, die vom Wegfall der zehn Tage betroffen würden, sollten im Falle einer gerichtlichen Auseinandersetzung um zehn Tage verlängert werden können.

## Einführung
Der gregorianische Kalender wurde in katholischen Ländern sofort, in protestantischen und orthodoxen Ländern erst nach und nach eingeführt.